# Tokugawa Tsunanari
Tokugawa Tsunanari (jap. 徳川 綱誠; * 4. September 1652; † 1. Juli 1699) war von 1693 bis 1699 der 3. Daimyō von Owari. Durch seine Zugehörigkeit zum Haus Owari-Tokugawa, einer der drei als Gosanke bezeichneten Nebenlinie der Tokugawa, wird er zu den Shimpan-Daimyō gezählt.
Tokugawa Tsunanari war der zweitgeborene Sohn von Tokugawa Mitsutomo. Da sein älterer Bruder jedoch von einer Konkubine geboren worden war, überging Mitsutomo ihn und verlieh stattdessen Tsunanari den Rang als „erster Sohn“. 1693 löste Tokugawa Tsunanari seinen Vater als Daimyō von Owari sowie als Oberhaupt des Hauses Owari-Tokugawa ab.
| Personendaten    | Personendaten        |
| ---------------- | -------------------- |
| NAME             | Tokugawa Tsunanari   |
| ALTERNATIVNAMEN  | 徳川綱誠 (japanisch) |
| KURZBESCHREIBUNG | Daimyo von Owari     |
| GEBURTSDATUM     | 4. September 1652    |
| STERBEDATUM      | 1. Juli 1699         |